# Roman Włodzimierzowic
Roman Włodzimierzowic (ros. Роман Владимирович; ur. prawdopodobnie w latach 90. XI wieku  – zm. 6 stycznia 1119 roku) - książę wołyński w latach 1118-9.
Był pierwszym synem Włodzimierza II Monomacha z jego drugiego małżeństwa z żoną o nieznanym imieniu. Jego braćmi przyrodnimi byli m.in. Mścisław I Harald, Jaropełk II, Światosław Włodzimierzowic, a rodzonymi - Jerzy Dołgoruki i Andrzej Włodzimierzowic.
W 1118 roku ojciec nadał mu księstwo wołyńskie po wygnaniu stamtąd konkurenta Jarosława Światopełkowicza, syna Światopełka II Michała. Prawdopodobnie osią konfliktu było przeniesieni syna Włodzimierza, Mścisława I Haralda (dotychczasowego kniazia Nowogrodu Wielkiego), do Biełogrodu, co zagroziło interesem Jarosława. Młody książę zmarł jednak niespodziewanie w następnym roku. Księstwo przejął Andrzej Włodzimierzowic, który aż do 1123 roku musiał się mierzyć z Jarosławem.
W 1114 ożenił się z córką Wołodara Rościsławicza zwenigrodzkiego, ale nie doczekali się potomstwa.